# David Bisson
 (mars 2025).
Si vous disposez d'ouvrages ou d'articles de référence ou si vous connaissez des sites web de qualité traitant du thème abordé ici, merci de compléter l'article en donnant les références utiles à sa vérifiabilité et en les liant à la section « Notes et références ».
 (mars 2025).
Œuvres principales
L'Enfant derrière la porte
David Bisson, né le 29 mai 1970 à Angers, est connu pour avoir été martyrisé et séquestré pendant 10 ans, par sa mère Françoise Bisson et son beau-père Claude Chevet. Il a écrit un livre pour en témoigner.

## Biographie

### Naissance
David Bisson naît le 29 mai 1970 à Angers, d'un père inconnu. Sa mère, Françoise Bisson le met en nourrice en Normandie pendant deux ans, puis le reprend chez elle, à Neuilly-sur-Marne. Entre temps, elle a refait sa vie avec Claude Chevet. Ils ont eu un enfant, Laurent, qu'ils élèvent comme un fils. Françoise rejette son fils, David, dès qu'il a 2 ans.

### Période de martyre (1972-1982)
Dès 1972, si David refuse de manger, Françoise l'agenouille sur une barre de fer pendant des heures. Plus tard, David prendra des raclées, pour le même motif. 
En 1974, les parents lui suppriment son lit ; David doit dormir dans le couloir, puis dans la salle de bain. Il est enfermé à clé et enchaîné à la tuyauterie toute la journée, mange de la nourriture pour animaux. Sa mère l'habille d'un tee-shirt et d'un slip, parfois, d'un vieux pull-over de son demi-frère. Elle l'appelle : « L'autre » ou « L'autre con », mais jamais par son prénom.
Du milieu à la fin des années 1970, Françoise le bat régulierement, lui plonge les mains dans de l'eau bouillante, pendant plusieurs secondes, l'oblige même à manger ses vomissures quand il est malade. 
En l'absence de Françoise, Claude et Laurent lui donne un peu de liberté, jusqu'au retour de sa mère.
En 1979, David est séquestré dans la chambre de Françoise et Claude. Il est attaché au lit, dort sous le sommier, entend les rapports sexuels de ses parents. Il essayera de s'évader, en sautant par la fenêtre, du deuxième étage. Conduit à l'hôpital, il y restera pendant près d'un mois, avant de retourner chez lui et de retrouver son martyre.
En 1981, David et sa famille déménagent à Brétigny-sur-Orge. David vit dans le placard ; il vit dans le noir, est encore plus délaissé. Le 16 août 1982, sa mère oublie de fermer le placard à clé.
À 12 ans, il en paraît 8. Il souffre de malnutrition, mesure 1,30 m pour 30 kg.

### Escapade
Dans la nuit du 16 au 17 août 1982, David s'évade de son placard, saute par la fenêtre, se réfugie dans un jardin du voisinage, et s'endort.
Dans la journée du 17 août 1982, David est découvert par les habitants du jardin. Réveillé par le bruit de leurs pas, David se présente, dit qu'il est un enfant martyr, depuis son plus jeune âge. Il avoue aussi que les auteurs de ce martyre sont sa mère et son beau-père. Pour ses voisins, David ne paraît que 8 ans ; quand l'enfant leur dit qu'il a 12 ans, ils préviennent immédiatement la police. David est impatient de voir les gendarmes et de parler. Il désigne sa mère comme l'instigatrice de son martyre, et son beau-père comme son complice.
Tous deux arrêtés le jour-même, Françoise Bisson, 36 ans, est mise en examen pour séquestration, maltraitance et coups et blessures volontaires. Claude Chevet, 33 ans, est mis en examen pour non-assistance à personne en danger. Ils sont incarcérés à la Maison d'arrêt de Fleury-Mérogis.
David et Laurent sont placés en foyer. Le début de l'affaire ressemble à la découverte de Genie, presque 12 ans plus tôt.

### Procès
Le 13 mai 1985, s'ouvre le procès de Françoise Bisson et de Claude Chevet, devant la Cour d'assises de l'Essonne. Les accusés ont alors 39 et 36 ans, et ils encourent la peine maximale de 20 ans de réclusion criminelle.  
Appelés à la barre, David et Laurent, désormais âgés de 13 et 15 ans, témoignent : ils souhaitent que leurs parents soient libérés. David souhaite renouer des liens avec eux, vivre avec eux l'enfance qu'il n'a pas eue. Il estime également que le procès était nécessaire pour comprendre les raisons de sa mère. Cette dernière avouera qu'elle a vécu une période de martyre durant son enfance.  
Lavocate générale, Chantal Solaro, réclame 10 ans de réclusion criminelle pour les deux accusés. 
Le 15 mai 1985, Françoise Bisson et Claude Chevet sont condamnés à 7 ans de réclusion criminelle, bénéficiant de quelques circonstances atténuantes.

### Suites
Fin 1987, Françoise Bisson et Claude Chevet sortent de prison. David Bisson a 17 ans, il essaye de renouer avec sa mère, Laurent et lui viennent la voir régulièrement. Françoise reste impassible. 
En 1988, David lui demande : « Pourquoi tu as fait ça ? Et qui est mon vrai père ? ». Françoise ne répondra jamais, et déménagera peu de temps après. Elle décédera sans avoir dévoilé à son fils l'identité de son père.
En 1989, David Bisson se lasse. Laurent et Claude Chevet se sont installés en Touraine. David leur téléphone.

### Années 1990
David Bisson est embauché en 1990 comme plongeur ; ce travail durera un an. En 1991, il est engagé dans un restaurant. Âgé de 21 ans, il veut essayer gagner sa vie et de se reconstruire. Il travaille sur un livre, consacré à toute sa période de martyr.
Le 24 décembre 1992, dans sa première interview à Honfleur, il annonce la sortie de son livre L'Enfant derrière la porte. Le livre sort le 13 janvier 1993. Il témoigne des faits que sa mère lui fit subir, entre 1972 et 1982. 
Il a de plus en plus de difficultés à travailler, et quitte son emploi en 1995.
Dans les années 1990, il rencontre une femme, nommée Guylaine, une ancienne souffre-douleur, avec qui il construit sa vie. Elle deviendra sa compagne. Le jeune David refait sa vie. Il apprendra, en 1999, que Guylaine attend un enfant.

### Années 2000
En 2000, David Bisson et sa compagne deviennent parents d'un petit garçon. Ils l'élèvent avec soin et amour.
David Bisson reste fragilisé par son martyre. Il est reconnu comme un adulte handicapé. Il a une énorme peur des transports en commun, car il se sent revivre son martyre. Il n'a pas de permis de conduire. Il ne veut plus passer à la télévision, pour protéger son fils. 
En mars 2009, David Bisson témoigne dans l'émission radiophonique L'Heure du Crime. Il a 39 ans, et raconte de nouveau son martyre à la radio. Ce sera sa dernière apparition publique à ce jour.

### Vie depuis les années 2010
À partir des années 2010, David Bisson ne fait plus parler de lui. Il vit à ce jour avec sa famille.
Le 14 décembre 2016, Christophe Hondelatte revient sur l'affaire, dans l'émission Hondelatte raconte.

## Œuvre
- L'Enfant derrière la porte, Grasset, 1993[8].